# Municipio de Cowee
El municipio de Cowee (en inglés: Cowee Township) es un municipio ubicado en el  condado de Macon en el estado estadounidense de Carolina del Norte. En el año 2010 tenía una población de 2.273 habitantes.

## Geografía
El municipio de Cowee se encuentra ubicado en las coordenadas 35°16′58.35″N 83°23′6.55″O / 35.2828750, -83.3851528.